# David Chodounsky
David Chodounsky (ur. 25 czerwca 1984 w Saint Paul) – amerykański narciarz alpejski.
Specjalizuje się w slalomie. Zadebiutował w Pucharze świata 21 grudnia 2009 roku w Alta Badii w slalomie, lecz tam nie ukończył pierwszego przejazdu. Natomiast pierwsze punkty w Pucharze zdobył niemal dwa lata później – 6 stycznia 2011 roku w Zagrzebiu, zajmując 20. miejsce w slalomie.
Startował dwukrotnie na zimowych igrzyskach olimpijskich w slalomach – w 2014 w Soczi nie ukończył pierwszego przejazdu, natomiast 4 lata później w Pjongczang zajął 18. miejsce.
Czterokrotnie brał udział w mistrzostwach świata. Najlepsze miejsce zajął w 2017 w Sankt Moritz w gigancie – zajął 11. pozycję.

## Osiągnięcia

### Igrzyska olimpijskie
| Miejsce | Dzień     | Rok  | Miejscowość     | Konkurencja | Czas biegu  | Strata  | Zwycięzca    |
| ------- | --------- | ---- | --------------- | ----------- | ----------- | ------- | ------------ |
| DNF1    | 22 lutego | 2014 | Krasnaja Polana | Slalom      | –           | –       | Mario Matt   |
| 18.     | 22 lutego | 2018 | Pjongczang      | Slalom      | 1:40.84 min | +1.85 s | André Myhrer |

### Mistrzostwa świata
| Miejsce | Dzień     | Rok  | Miejscowość            | Konkurencja | Czas biegu  | Strata  | Zwycięzca            |
| ------- | --------- | ---- | ---------------------- | ----------- | ----------- | ------- | -------------------- |
| DNF2    | 20 lutego | 2011 | Garmisch-Partenkirchen | Slalom      | –           | –       | Jean-Baptiste Grange |
| DNF1    | 17 lutego | 2013 | Schladming             | Slalom      | –           | –       | Marcel Hirscher      |
| 29.     | 13 lutego | 2015 | Vail i Beaver Creek    | Gigant      | 2:38.90 min | +4.74 s | Ted Ligety           |
| DNF1    | 15 lutego | 2015 | Vail i Beaver Creek    | Slalom      | –           | –       | Jean-Baptiste Grange |
| 11.     | 17 lutego | 2017 | Sankt Moritz           | Gigant      | 2:14.50 min | +1.19 s | Marcel Hirscher      |
| 12.     | 19 lutego | 2017 | Sankt Moritz           | Slalom      | 1:36.24 min | +1.49 s | Marcel Hirscher      |

### Puchar Świata

#### Miejsca w klasyfikacji generalnej
- 2009/2010 – nq[3]
- 2010/2011 – 112.
- 2011/2012 – nq
- 2012/2013 – 63.
- 2013/2014 – 62.
- 2014/2015 – 70.
- 2015/2016 – 49.
- 2016/2017 – 73.
- 2017/2018 – 104.